# Hegyi Mózes
Hegyi Mózes (Agyagfalva, 1908. február 1. – Dés, 1943. november 11.) erdélyi magyar költő, helytörténész.

## Életpályája
Középiskolai tanulmányait a Bethlen Kollégiumban végezte (1928), Nagymohán tanító (1929–30); a kolozsvári református teológia elvégzése után segédlelkész Maksán, Brassóban, Brăilán, Bukarestben és Alsórákoson, majd lelkész Kékesen. Verseivel (Rózsát dobál a lelkem. Segesvár 1930) a népnemzeti líra epigon hagyományainak követője. Az 1930-as években több cikkét és versét közölte az Ifjú Erdély, a Szamosmente. Brăilai szolgálata idején összegyűjtötte az ott élő magyarok 75 éves történetére vonatkozó adatokat, s ezeket a többek közreműködésével megírt Végvár című kötetben (Brăila, 1937) tette közzé.

## További irodalom
- Dánér Lajos: Három verskötet. Pásztortűz 1930/24.
- L. D. [László Dezső]: Hegyi Mózes: Végvár. Kiáltó Szó 1938/1.
- Hegyi Mózes. Református Szemle 1943/34.
- Beke György: "Ha Dunáról fúj a szél." Közli: Emberarcok. 1976. 44–45.